# Ruissalo
La isla de Ruissalo es una isla en el mar del Archipiélago y un distrito de la ciudad de Turku, en el país europeo de Finlandia. La isla está situada al suroeste de la ciudad, entre las isla de Hirvensalo y Pansio, en el continente. Está poco poblada, con sólo 126 habitantes (según datos de 2004), con una tasa de crecimiento anual del 3,97%. Uno de los mayores bosques de robles antiguos de Finlandia está situado en la isla y muchas partes se incluyen en los programas de conservación de la naturaleza.
En la parte más occidental de la isla hay un spa y una zona de acampada. El Jardín Botánico de la Universidad de Turku está situado en el centro de la isla.